# Concours littéraire ACELF
Le concours littéraire ACELF était organisé par l'Association canadienne d'éducation de langue française. 
Il a été créé en 1958 afin d'encourager la création littéraire d'expression française destinée aux enfants et aux adolescents.

## Lauréats
- 1958 - Monique Corriveau - Le Secret de Vanille et Paule Daveluy - L'Été enchanté
- 1959 - Claude Aubry - Les Îles du roi Mahabraha II
- 1960 - Monique Corriveau - Luc et ses amis
- 1961 - Cécile Deguire-Morris - Tarina la perle timide
- 1962 - Suzanne Martel - Surréal 3000
- 1963 - Suzanne Martel - Le Déluge qui tomba et La Chasse au gigot
- 1979 - Suzanne Martel - Nos amis robots
- 1980 - Cécile Gagnon - Alfred dans le métro
- 1981 - Aucun lauréat
- 1982 - Raymond Plante - La Machine à beauté et André Poulin - Pistache et les étoiles
- 1983 - Diane Turcotte - Les Os de l'Anse-aux-Mouques
- 1984 - Aucun lauréat

### Prix ACELF/Raymond-Beauchemin
- 1985 - Cécile Gagnon - Où ça mène le progrès ?
- 1986 - Suzanne Julien - Les Mémoires d'une sorcière
- 1987 - Raymond Plante - Le Roi de rien
- 1988 - Philippe Chauveau - Robots et robots inc.
- 1989 - Lucie Papineau - La Dompteuse de perruche
- 1990 - Mimi Legault - Rouli-roulant, rouli-roulante

### Prix ACELF/Cécile-Rouleau
- 1985 - David Schinkel et Yves Beauchesne - Deuxième chance
- 1986 - Aucun lauréat
- 1987 - Suzanne Julien - L'Étoffe du pays
- 1988 - Daniel Marchildon - Le Bien précieux de l'île Beausoleil
- 1989 - Alain Bergeron - L'Éclipse du temps
- 1990 - Aucun lauréat